# Mamadou Niass
Mamadou Niass (* 31. Dezember 1994 in Nouakchott) ist ein mauretanischer Fußballspieler.

## Karriere

### Verein
Niass begann seine Profikarriere bei ASAC Concorde.

### Nationalmannschaft
Sein Debüt für Mauretanien gab er am 27. Februar 2013 bei einem Freundschaftsspiel gegen Gambia, das Spiel gewann Mauretanien mit 2:0.